# جين إليزابيث
جين إليزابيث (1846-1915) ناشطة نسوية فرنسية وُلدت في بريطانيا. تزوجت من رجل ميسور الحال دعمها أثناء عملها مساعدة قابلة في باريس. قررت تجنب السياسة والدين والتركيز على أهداف نسوية محددة وعملية. قادت حملة ناجحة لتغيير القوانين حتى تتمكن النساء قانونًا من الشهادة والتحكم في أرباحها. كما شكّلت الاتحاد الفرنسي للدعوة لحق المرأة في التصويت، لكن ذلك لم يتحقق خلال حياتها.

## السنوات المبكرة
وُلدت جين إليزابيث آرتشر في بريطانيا العظمى عام 1846. كان والدها انجليزيًا وأمها فرنسية. كان والدها ملازمًا في البحرية البريطانية. درست الطب في إدنبرة، لكنها لم تستطع إكمال دراستها. كانت جين صديقة جيكس بليك، وعلى اتصال بالحركة النسوية في إنجلترا. ذهبت إلى فرنسا لمواصلة دراستها الطبية، لكنها تركتها عندما تزوجت، ومع ذلك، عملت كمساعدة للقابلات المحترفات حتى عام 1893. أصبحت مواطنة فرنسية عام 1873 بعد زواجها.

## حق المرأة في الشهادة
بحلول عام 1878، أصبحت جين ناشطة في مجموعات بقيادة ماريا والقس تومي فالو. انضمت إلى رابطة رفع الأخلاق العامة، والتي كانت اهتمت بشكل أساسي بجعل الكحول والمواد الإباحية غير قانونية. انضمت إلى مجموعة ليون ريتشر بعد أن أصبحت مهتمة بحقوق المرأة، انضمت أيضًا إلى جمعية تحسين حالة المرأة التي أنشأتها ماريا دريسميس.
أعجبت جين بقانون ملكية المرأة البريطانية المتزوجة لعام 1882 واعتقدت أن قانونًا مشابهًا سيفيد المرأة الفرنسية. ورأت أن الاستراتيجية بقيادة ريتشير ودريسمس، لخلط الدين والسياسة مع قضايا المرأة كانت خاطئة. واعتقدت أن هذا كان (أحد أهم أسباب عدم نجاح الحركة في فرنسا). قررت بدلًا من ذلك توجيه جهودها نحو قضايا محددة. في يناير 1893، أسست جمعية دعت إلى حق المرأة المتزوجة في التصرف في أرباح عملها بحرية.

## منح المرأة حق التصويت
تأسس الاتحاد الفرنسي من أجل حق المرأة في التصويت من قبل مجموعة من النساء اللواتي حضرن مؤتمرًا وطنيًا للنسويات الفرنسيات في باريس عام 1908. كان معظمهنّ من خلفيات برجوازية أو مثقفة، بقيادة جين إليزابيث وجين ميسمي. منذ عام 1901، كانت جين عضوًا في جمعية حق المرأة في التصويت بقيادة هوبيرتين أوكليرت (1848-1914). كان الهدف الوحيد، كما نُشر في أوائل عام 1909، هو الحصول على حق المرأة في التصويت من خلال الأساليب القانونية.
انعقد الاجتماع التأسيسي لـ 300 امرأة في فبراير من عام 1909. عُيّنت سيسيل برونشفيك (1877-1946) أمينة عامة. كانت جين أول رئيسة للاتحاد أما إليسكا فينسنت تولّت منصب نائب الرئيس الفخري. اعتُرف رسميًا بـ (الاتحاد الفرنسي لحق المرأة في التصويت) من قبل مؤتمر التحالف الدولي لحقوق المرأة في لندن في أبريل من عام 1909 على أنه يمثل حركة الاقتراع الفرنسية. على الرغم من أنه وطني في نطاقه، إلا أن الاتحاد الفرنسي لحق المرأة في التصويت كان مقره إلى حد كبير في باريس. وذكرت جين أن الحملة ستكون سلمية، وستبدأ بمطالبة المرأة بالقدرة على التصويت في الانتخابات والجلوس في المجالس البلدية.